# Isser Harel
Pour les articles homonymes, voir Harel.
Isser Harel (איסר הראל, nom hébraïsé de « Halpérin »), né en 1912 à Vitebsk (actuellement en Biélorussie) et mort le 18 février 2003 à Petah Tikva, est un homme politique israélien, directeur du Mossad de 1952 à 1963 et du Shabak.

## Biographie
Isser Harel a dirigé la capture du nazi Adolf Eichmann en Argentine en 1960. 
Il fut directeur de l'agence de renseignement israélienne Mossad  de 1952 à 1963. Il y amorça un changement dans l'influence mondiale des services secrets d'Israël[réf. nécessaire]. C’est lui qui eut l’idée de recruter Skorzeny que le Mossad comptait d’abord abattre et, dans le cadre de l’Opération Damoclès, de se servir de lui pour contrecarrer les savants allemands qui, après avoir travaillé à Peenemünde, s’étaient mis au service de l’Égypte pour continuer à combattre Israël. Après que l’ancien héros nazi eut accepté le marché (la vie sauve contre des informations et des services) il le reçut et lui donna les instructions nécessaires. Skorzeny exécuta parfaitement les ordres, surprenant même par ses dispositions à collaborer : il réunit un grand nombre d’adresses, envoya des colis piégés et abattit même un savant allemand jugé particulièrement dangereux.
Il fut également le chef de l'agence de contre-espionnage israélienne Shabak. À ce poste, il était au courant des projets d’assassinat visant Rudolf Kastner après son procès de 1955. Il intervient également en 1963 pour faire libérer Zeev Eckstein, le meurtrier de Kastner, alors qu’il était condamné à perpétuité.
Il décède le 18 février 2003 dans un hôpital de Petah Tikva.

## Anecdotes
Harel se rendit à Washington en 1954 pour y rencontrer Allen Dulles, qui venait de prendre la direction de la CIA. Le petit Israélien offrit au maître espion américain une dague sur laquelle était gravée une citation biblique (Psaumes 121-4) : « Voici le gardien d'Israël qui ne somnole ni ne dort ». « Comptez sur moi pour garder l'œil ouvert avec vous », lui répondit Dulles (tiré du livre de Gordon Thomas Histoire secrète du Mossad de 1951 à nos jours).
Son rôle est interprété par Lior Raz dans le film Operation Finale sorti en 2018.

### Isser le petit
Sa petite taille lui avait valu le surnom d'« Isser le petit » par opposition à Isser Bééri surnommé « Isser le grand ».